# Colpotrochia fusca
Colpotrochia fusca là một loài tò vò trong họ Ichneumonidae.